# Павловский, Николай Акимович
Николай Акимович Павловский (1845 — 1927) — русский военный деятель, генерал от инфантерии (1906).

## Биография
Службу начал в 1863 году после окончания Владимирско-Киевского кадетского корпуса и Михайловского артиллерийского училища с производством в подпрапорщики.  В 1866 году произведён в  поручики, переименован в   подпоручики гвардии. В 1870 году произведён в поручики гвардии, в штабс-капитаны гвардии, в  1877 году в капитаны гвардии.
С 1877 года частник Русско-турецкой войны, за храбрость в этой компании в 1877 году награждён орденом Святого Станислава II степени с мечами, в 1878 году награждён орденом Святого Владимира IV степени с мечами и бантом и Золотой георгиевской саблей «За храбрость».
С 1880 года назначен флигель-адъютантом Его Императорского Величества. В 1884 году произведён в полковники. С 1890 года командир Печорского 92-го пехотного полка. С 1894 года командир Лейб-гвардии 4-го стрелкового Императорской фамилии батальона.
В 1895 году произведён в генерал-майоры. С 1898 года командир Измайловского лейб-гвардии полка. С 1900 года командир 2-й бригады 1-й гвардейской пехотной дивизии. В 1903 году произведён в генерал-лейтенанты с назначением начальником 1-й Гренадерской дивизией. В 1906 году произведён в генералы от инфантерии с увольнением в отставку.